# Мізеряни
Мізеря́ни (рос. Мизеряне, ерз. Мизеряне) — село у складі Старошайговського району Мордовії, Росія. Входить до складу Новоакшинського сільського поселення.
Населення — 56 осіб (2010; 65 у 2002).
Національний склад (станом на 2002 рік):
- росіяни — 97 %

Стара назва — Мізерянь.